# 雪绒花 (歌曲)

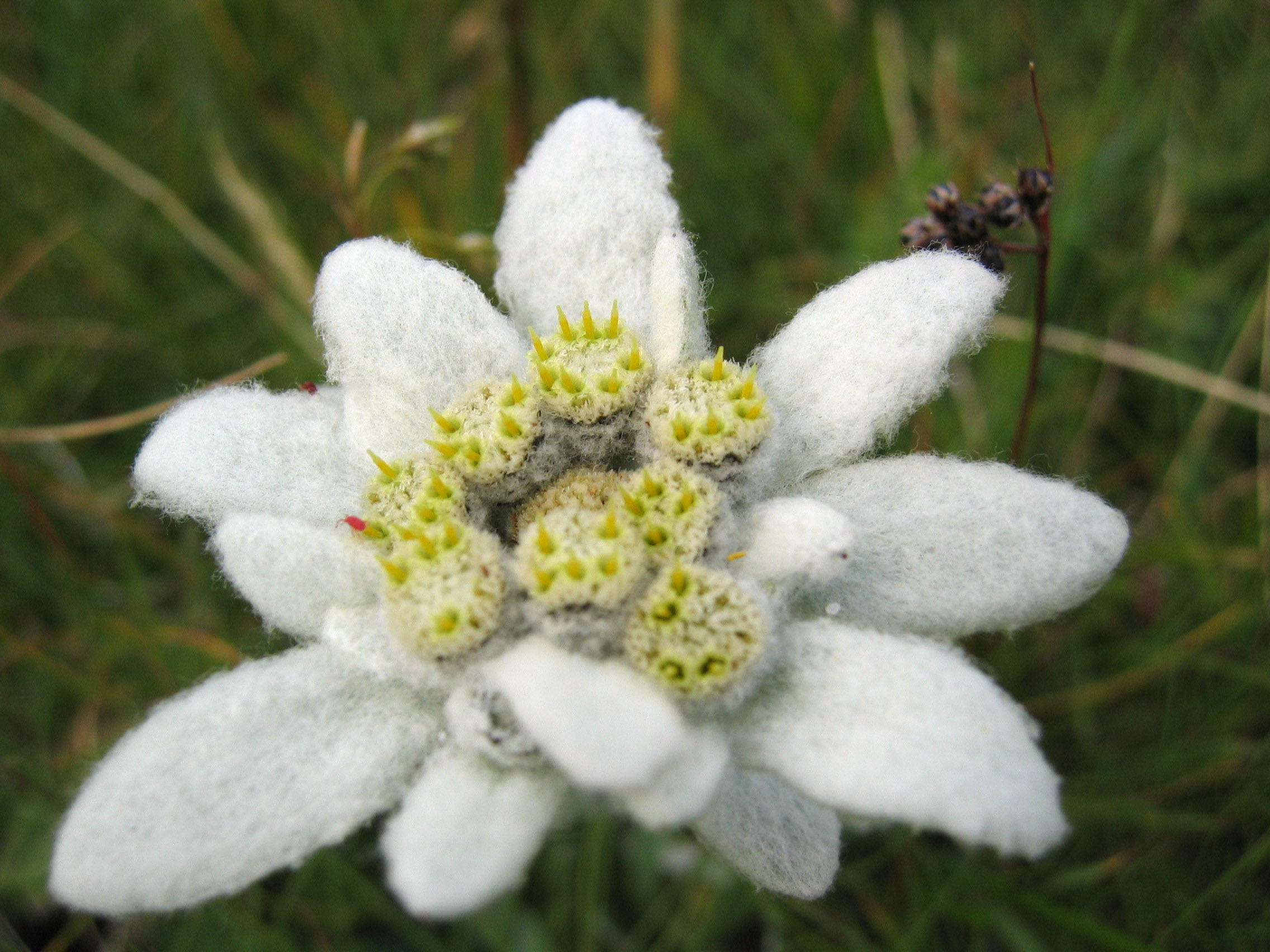
绽放的高山火絨草

《雪絨花》（Edelweiss）是美國電影和音樂劇《音乐之声》中的著名歌曲，於1959年面世。理查德·罗杰斯作曲，奧斯卡·漢默斯坦二世作詞。
該曲得名於阿爾卑斯山間常見的一種小花高山火絨草，自《音乐之声》上演以來迅速流行，許多人甚至將其稱為奥地利的非正式國歌。一些衛理公會團體還將其重新填詞後作為讚美詩演唱，這導致該曲的版權持有者警告要將這些團體告上法庭。